# HINT3
HINT3 (англ. Histidine triad nucleotide binding protein 3) – білок, який кодується однойменним геном, розташованим у людей на 6-й хромосомі. Довжина поліпептидного ланцюга білка становить 182 амінокислот, а молекулярна маса — 20 361.
| 10         |  | 20         |  | 30         |  | 40         |  | 50         |
| ---------- |  | ---------- |  | ---------- |  | ---------- |  | ---------- |
| MAEEQVNRSA |  | GLAPDCEASA |  | TAETTVSSVG |  | TCEAAGKSPE |  | PKDYDSTCVF |
| CRIAGRQDPG |  | TELLHCENED |  | LICFKDIKPA |  | ATHHYLVVPK |  | KHIGNCRTLR |
| KDQVELVENM |  | VTVGKTILER |  | NNFTDFTNVR |  | MGFHMPPFCS |  | ISHLHLHVLA |
| PVDQLGFLSK |  | LVYRVNSYWF |  | ITADHLIEKL |  | RT         |  |            |

A: Аланін

C: Цистеїн

D: Аспарагінова кислота

E: Глутамінова кислота

F: Фенілаланін

G: Гліцин

H: Гістидин

I: Ізолейцин

K: Лізин

L: Лейцин

M: Метіонін

N: Аспарагін

P: Пролін

Q: Глутамін

R: Аргінін

S: Серин

T: Треонін

V: Валін

W: Триптофан

Кодований геном білок за функцією належить до гідролаз. 
Задіяний у такому біологічному процесі, як ацетилювання. 
Білок має сайт для зв'язування з нуклеотидами. 
Локалізований у цитоплазмі, ядрі.